# 鷲宮號誌站
鷲宮號誌站 （日语：鷲宮信号場）是一條東日本旅客鐵道（JR東日本）所操作的號誌站，位於日本埼玉縣久喜市，是JR東日本東北新幹線沿線的路線設施之一。
位在東北新幹線大宮與小山兩站之間的鷲宮號誌站，是在東北新幹線大宮至盛岡路段預定通車時，為了鷲宮保守基地（鐵路線整備基地）的進出而設置。當時鷲宮保守基地是設於東北本線上、還稱為鷲宮貨物總站（鷲宮貨物ターミナル）、貨運專用的東鷲宮車站旁，但隨著東鷲宮車站的貨運站區土地出售、經整理改作為都市建設用地，鷲宮保守基地也被遷移至新設的東鷲宮車站站前廣場南側之用地上。為了配合保守基地的遷址，高架化的接駁線上一共設置了兩個折返式的轉轍點。由於是路線維修用車輛專用的接駁線，路線本身並無電氣化，無法提供電力讓營業用的新幹線列車進入。

## 鄰接車站
東日本旅客鐵道
東北新幹線
大宮 - 鷲宮號誌站 - 小山